# Wikłacz złotogłowy
Wikłacz złotogłowy (Ploceus philippinus) – gatunek małego ptaka z rodziny wikłaczowatych (Ploceidae). Występuje w całej południowej i południowo-wschodniej Azji. Nie jest zagrożony. Pomimo swojej nazwy łacińskiej nie występuje na Filipinach. Zasięg występowania szacuje się na około 13,5 miliona km².

## Systematyka
Wyróżniono kilka podgatunków P. philippinus:
- P. philippinus philippinus – wikłacz złotogłowy[4] – Pakistan, Indie (z wyjątkiem południowo-zachodniej i północno-wschodniej części), Sri Lanka i południowy Nepal.
- P. philippinus travancoreensis – południowo-zachodnie Indie.
- P. philippinus burmanicus – Bhutan, północno-wschodnie Indie i Bangladesz przez Mjanmę do południowo-zachodnich Chin.
- P. philippinus angelorum – Tajlandia i południowy Laos.
- P. philippinus infortunatus – wikłacz rdzawy[4] – południowy Wietnam, Półwysep Malajski, Sumatra, Jawa i Bali.

## Morfologia
Jest wielkości wróbla domowego. Występuje wyraźny dymorfizm płciowy. Samiec ma żółty wierzch głowy aż do karku, na wierzchu ciała ma brązowe pióra z żółtymi brzegami. Tuż pod karkiem jest to żółte pole w brązowe plamy. Gardło jest brudnobiałe. Skrzydła i sterówki są tak samo ubarwione. Reszta jego głowy jest ciemnobrązowa, a gruby dziób i oczy czarne, u nasady dziób jasnożółty. Spód ciała jest kremowy, na piersi żółty i można tam zauważyć małe, brązowe plamki przy skrzydłach. Biała plama pomiędzy nogami. Obszar ukryty pod skrzydłami także jest ciemnożółty. Nogi są różowe, pazury też, lecz trochę ciemniejsze. Na wewnętrznej stronie skrzydła i ogon jednolicie jasnoszarobrązowe, barkówki jasnokawowe. Samica ma pióra z wierzchu brązowe z jasnożółtymi brzegami. Na głowie jest to mieszanina żółtokremowych piórek. Oczy także ma czarne, a dziób z dołu żółty, z wierzchu i na końcu szarobrązowy. Ogon ma brązowy z jasnymi brzegami piór, nie tak obszernymi jak na skrzydłach. Jej brzuch jest jasnopiaskowy, z jasnoróżowymi nogami. Kuper ma barwę jasnobrązową, pokrywy nadogonowe ciemniejsze. Jasna brew. Starsze pisklęta są podobne do samic, lecz jasne brzegi piór są cieńsze, na szyi jaśniejsza półobroża. Mają także jasną brew i ciemniejszy dziób, a na nim biegnące w kierunku środka dzioba dwa ciemnoszare paski, wyglądające jak opaska. Wierzch głowy też mają ciemniejszy.
Wymiary
- długość ciała: 15 cm

## Pożywienie
Żywią się głównie nasionami traw.

## Lęgi

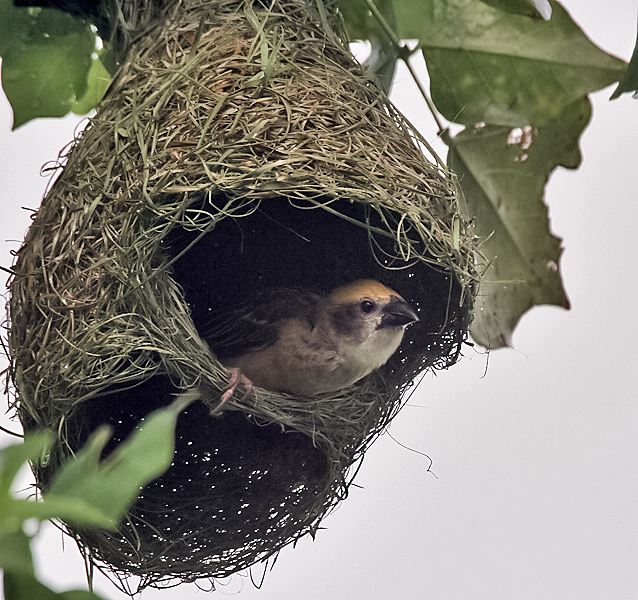
Samiec budujący gniazdo

Buduje ciekawe gniazdo; na budulec jednego ze zbadanych gniazd składało się aż 3437 źdźbeł trawy o długości 4–50 cm. Jest zawieszone na liściu paproci lub palmy. Do gniazda prowadzi tunel prowadzący do komory z zagłębieniem, gdzie leżą jaja. Samce bronią gniazda, a samice same inkubują jaja. Są białe, zwykle jest ich 3–4. Pisklęta są karmione owadami. Po sezonie lęgowym gniazdo może być wykorzystane przez innego małego ptaka.

## Status
IUCN uznaje wikłacza złotogłowego za gatunek najmniejszej troski (LC, Least Concern) nieprzerwanie od 1988 roku. Liczebność populacji nie została oszacowana, ale ptak ten opisywany jest jako pospolity lub lokalnie pospolity, w Bhutanie rzadki. Trend liczebności populacji uznawany jest za stabilny.